# Nokia 6120 classic
Nokia 6120 Classic — смартфон компании Nokia, базирующийся на аппаратной платформе от Freescale и операционной системе Symbian OS. Первый четырёхдиапазонный EGSM смартфон компании, поддерживающий технологии UMTS/HSDPA третьего поколения мобильной связи 3G. Поступил в продажу в 2007 году.
Nokia 6120 Classic анонсирован компанией 17 апреля 2007 года и был призван заместить на рынке популярную модель Nokia 6233 в среднем ценовом сегменте. Дизайн смартфона является развитием эргономичного дизайна Nokia 3110 Classic. Аппарат оснащен двумя камерами: 0.1-мегапиксельной, предназначенной для видеозвонков, и 2-мегапиксельной с КМОП-матрицей со светодиодной вспышкой и возможностью панорамной фотосъёмки и записи видео в формате MPEG-4 со скоростью 15 кадров в секунду, 2-дюймовым TFT-дисплеем с разрешением 320х240 пикселей 16 млн цветов, 369-МГц ARM11 процессором Freescale MXC300-30 c 64 Мб SDRAM и 128 Мб NAND (35 Мб из которой свободны). Телефон обеспечивает приём FM-радио. В качестве элемента питания применяется литий-ионный аккумулятор типа BL-5B емкостью  820 мАч, способный обеспечить до 3 часов работы в режиме разговора и до 9 дней в режиме ожидания. Nokia 6120 Classic — один из самых легких смартфонов. Его вес всего 89 грамм. В телефоне установлена операционная система Symbian 9.2 с интерфейсной оболочкой S60 3rd Edition Feature Pack 1 и поддержкой Java MIDP 2.0, три игры, MP3-проигрыватель, FM-приемник и видеопроигрыватель, а также есть возможность сохранения мультимедийного контента на карте памяти формата MicroSD до 2Гб. Удельный коэффициент поглощения электромагнитной энергии составляет 1.18 Вт/кг. Тесты JBenchmark показывают, что по производительности аппарат ближе  к Nokia N95, не считая отставания в тестах с использованием ускорителя..
Nokia 6120 classic поддерживает четыре диапазона стандарта цифровой мобильной сотовой связи EGSM: 850, 900, 1800, 1900 МГц сетей второго поколения, а также технологии UMTS/WCDMA высокоскоростного  широкополосного мобильного доступа с услугами сети Интернет 3-го поколения в диапазонах: 2100, 850 МГц (800 МГц в модификации Nokia NM705i, 900 МГц в модификации Nokia 6121 Classic), а также CSD, EDGE, GPRS, HSCSD, HSDPA.
Существуют незначительные модификации архитектуры: RM-243 для модели Nokia 6120c-1 и RM-310 для Nokia 6120c-5, RM-308 для Nokia 6121 Classic и RM-309 для Nokia NM705i, выпускавшейся на японском рынке.

## Галерея
- NM705i, вид спереди
- NM705i, вид сзади